# 慧劍心魔
《慧劍心魔》，梁羽生於1966年至1968年其間發表的武俠小說，為梁羽生「大唐系列」終章，遠承《大唐游俠傳》，近紹《龍鳳寶釵緣》。本書延續了《大唐游俠傳》與《龍鳳寶釵緣》的游俠傳奇故事。一群少年英豪，初涉江湖，於歷險犯難之中，逐漸認清俠義的真諦，將個人的恩怨情仇拋諸塵土，齊心協力共效國家。

## 出版
1966年到1968年，在香港《大公報．小說林》連載。最後定本共48回。

## 重要人物
- 展伯承：展元修之子。
- 鐵錚：鐵摩勒之子，空空兒之徒。
- 鐵凝：鐵摩勒之女，辛芷姑的關門弟子。
- 褚葆齡：褚遂的孫女。
- 劉芒：劉振之子。

## 故事簡介
書以展元修、王燕羽遺孤投奔世交褚遂說起，道出當年綠林恩仇：當年綠林盟主王伯通之女王燕羽滅絕飛虎山竇家一家，遺孤竇元臥薪嚐膽三十年，學成絕藝，殺死王燕羽、展元修夫婦復仇。王燕羽臨終前囑咐展伯承投奔王伯通當年的副手褚遂，且要其子不得報仇，亦不許將父母被害之事告知綠林盟主鐵摩勒。因為鐵為竇家之義子，其中恩怨，無法消解。
本書命名，出自佛經「揮慧劍，斬心魔」一句。佛經上有所謂「心魔」之說，欲除「心魔」，必須「慧劍」。心魔是執著於個人得失，於是便有諸般煩惱，妄動無名。故須以智慧之劍，以除心魔。本篇所寫心魔多寫兒女情懷，相互糾纏不清的關係，正是「愛情豈容三角」！褚葆齡、展伯承與劉芒三者糾纏的兒女之情所產生的心魔；展伯承、褚葆齡與鐵凝三者的隱約愛慕之情；劉芒、龍成芳與褚葆齡的三角關係等。

## 小說目錄
- 第一回　花環織就憐新好　竹馬騎來憶舊情
- 第二回　鐵盾銀鉤驚惡夢　白雲蒼狗說前因
- 第三回　焚琴煮鶴情何忍　掘寶懷珍意自傷
- 第四回　冰雪仙姿消俠氣　風雷手筆寫雄圖
- 第五回　深情豈料招奇變　藏寶原來是禍胎
- 第六回　堪嗟蝸角爭蠻觸　欲向刀頭獻血腥
- 第七回　一生遺恨蕭牆禍　萬里追蹤玉女痴
- 第八回　排難解紛來俠士　驅車護寶走江湖
- 第九回　大盜橫刀圖劫寶　嬌娃談笑戲羣豪
- 第十回　有心比武求佳婿　不料飛騎遇寇兵
- 第十一回　千軍辟易誇豪傑　長夜籌謀訪故交
- 第十二回　夜探重衙遭暗算　火焚節署伏高人
- 第十三回　幾許少年稱闖將　敢憑一劍鬥魔頭
- 第十四回　龍泉出匣逢強敵　荒谷驅車押寶來
- 第十五回　終須正氣消邪氣　豈只魔高道更高
- 第十六回　何來胡虜欺豪傑　豈有英雄懼寇仇
- 第十七回　有膽識誇小豪傑　無情劍逐大魔頭
- 第十八回　豈惜芳馨遺遠者　只傷夜氣壓重樓
- 第十九回　情竇初開憐玉女　殺機潛伏遇強人
- 第二十回　詭計沉舟謀好漢　輕功絕技渡長江
- 第二十一回　娥眉善妒須揮劍　舊侶重逢作解鈴
- 第二十二回　同仇敵愾前嫌釋　報怨懲凶怪俠來
- 第二十三回　虎鬥龍爭駭眾目　萍因絮果感雙心
- 第二十四回　欲收鷸蚌相爭利　不怕熊羆氣自豪
- 第二十五回　英雄肝膽須揮劍　兒女柔情合一心
- 第二十六回　惘惘餘情隨逝水　空空妙手解恩仇
- 第二十七回　知誰是中流砥柱　問幾時大海清澄
- 第二十八回　堪歎世途多勢利　卻傷巨室少親誼
- 第二十九回　仗義拔刀維正氣　盜名欺世愧親誼
- 第三十章　病中出走情可忍　心事誰知意自憐
- 第三十一回　喜得神醫退羣盜　卻傷怨女數行書
- 第三十二回　異國情鴛同患難　中原豪傑共恩仇
- 第三十三回　欲避強胡非善策　終須豪傑逐狼兵
- 第三十四回　喜見英雄能伏虎　驚聞女主陷魔宮
- 第三十五回　氣壯山河取暴虜　光輝日月頌英雄
- 第三十六回　大野鏖兵戈指日　深宮血戰劍如虹
- 第三十七回　兵火浮家豪傑恨　金風送爽義師來
- 第三十八回　何用參禪堅定力　但憑慧劍斬心魔
- 第三十九回　伏虎驅狼寒敵膽　衝鋒陷陣顯神威
- 第四十回　凱歌歡奏妖氛淨　窮寇潛逃禍患多
- 第四十一回　捲地胡塵遮日月　干雲豪氣起幽燕
- 第四十二回　從來百姓真無敵　試論英雄孰最強
- 第四十三回　碌碌風塵尋弱女　惺惺相借結親家
- 第四十四回　力拼強胡豪傑膽　心傷焦土女兒情
- 第四十五回　羞顏愧飲英雄酒　脫險難酬俠士恩
- 第四十六回　仗義何堪遭折辱　鑄情無計願偕逃
- 第四十七回　神劍施劍寒敵膽　將軍一怒反幽州
- 第四十八回　盡掃妖氛驅暴虜　還須慧劍斬心魔

## 參看
- 武俠小說